# Schloßstraße (Bad Kissingen)
Die Schloßstraße befindet sich in Bad Kissingen, der Großen Kreisstadt des unterfränkischen Landkreises Bad Kissingen und beherbergt mehrere Baudenkmäler des Ortes.

## Geschichte
Die Schloßstraße folgt dem Verlauf der Ausfallstraße in den heutigen Stadtteil Reiterswiesen und findet als solche ihre Fortsetzung in der Bergmannstraße.
| Foto | Adresse        | Anmerkung                                                             |
| ---- | -------------- | --------------------------------------------------------------------- |
|      | Schloßstraße 1 | Ehemaliges Hotel Zapf, 1873–1874, Architekt: Gottfried von Neureuther |
|      | Schloßstraße 4 | Historisches Krugmagazin, 1839                                        |
|      | Schloßstraße 6 | Ehemaliges Sanatorium Dr. Dietz, 1890er Jahre                         |